# Église de Vähäkyrö
L'église de Vähäkyrö (finnois : Vähänkyrön kirkko) est une église située dans le quartier Vähäkyrö de la commune de Vaasa en Finlande,.

## Description
L'église est construite selon les plans dessinés en 1786 par Olof Tempelman.
Le style de l'édifice rappelle celui de l'église d'Alatornio construite dix ans plus tôt.
L'église a une surface au sol de 638 m2 et peut accueillir 900 personnes.
L'édifice est rénové en 1811, 1837, 1843, 1891-1893, 1905 et en 1937.
L'ancien orgue à 20 jeux est livré en 1962 par la fabrique d'orgues de Kangasala.
Un nouvel orgue est livré en 2000 par Martti Porthan.
Sa façade est de Jens Zachariassen et date de 1878.
Le retable représentant l'Eucharistie et la Crucifixion est peint en 1892 par Ebba Lundgren.
C'est une copie du retable de l' église Ulrique-Éléonore.
Le retable précédent, peint en 1819 par Gustaf Erik Hedman, représente la Crucifixion et est dans la chapelle attenante à l'église.
L'église a aussi des sculptures du Moyen Âge.
Le clocher de 18 mètres de haut est bâti en 1767 et transféré à sa place actuelle en 1804.
Ses cloches endommagées durant la Grande colère ont été remplacées en 1724 et 1731.
Dans le cimetière, la statue aux héros de la guerre est sculptée par Ilmari Wirkkala et dévoilée en 1922.
La direction des musées de Finlande a classé l'église et son paysage culturel dans les sites culturels construits d'intérêt national.